# Líza – posila mužstva
Líza – posila mužstva (v anglickém originále Lisa on Ice) je 8. díl 6. řady (celkem 111.) amerického animovaného seriálu Simpsonovi. Scénář napsal Mike Scully a díl režíroval Bob Anderson. V USA měl premiéru dne 13. listopadu 1994 na stanici Fox Broadcasting Company a v Česku byl poprvé vysílán 22. prosince 1996 na stanici ČT1.

## Děj
Ředitel Skinner shromáždí žáky Springfieldské základní školy, aby jim oznámil, ze kterých předmětů propadají. Ke svému zděšení jedničkářka Líza zjistí, že propadá z tělocviku. Když se obrátí na svou učitelku tělesné výchovy, dohodnou se na kompromisu: Líza bude mít prospěchovou známku, pokud se zapojí do sportovního programu mimo školu. Pokusí se zapojit do několika kurzů, ale neuspěje, což zničí její sebevědomí. 
Později rodina sleduje Barta, jak hraje hokej za svůj tým Mighty Pigs, který trénuje náčelník Wiggum. Po zápase se Bart své sestře vysmívá, že jí sport moc nejde, a hokejkou ji zasype smetím. Poté, co vidí, jak Líza odráží smetí a chytá hokejové puky, si Apu, trenér týmu Kwik-E-Mart Gougers, myslí, že by mohla být součástí týmu, a udělá z ní brankářku. Líza jako brankářka vyniká a vede svůj tým k nejlepší sezóně v historii. 
Podporována Homerem vznikne mezi Bartem a Lízou sourozenecká rivalita. Ta vyvrcholí, když se město dozví, že se Gougers utkají v dalším zápase s Mighty Pigs. Zápas je krutě vyhecovaný a Bart s Lízou se snaží hrát naplno. Čtyři vteřiny před koncem podrazí Barta Jimbo, čímž získá trestné střílení proti Líze, které rozhodne zápas. Když se utkají, Bart a Líza vzpomínají na hezké chvíle, které spolu zažili, když byli mladší. Poté, co odhodí své vybavení a obejmou se, skončí zápas remízou – k Margině pýše a Homerově smutku. Obyvatelé Springfieldu jsou nespokojení s výsledkem, a tak se vzbouří a zdemolují arénu.

## Produkce
S nápadem na epizodu přišel scenárista Simpsonových Mike Scully, který chtěl kvůli své vášni pro lední hokej natočit epizodu s hokejem. Režie se ujal Bob Anderson, jenž se o hokej také trochu zajímal. Aby se s tímto sportem lépe seznámil, objednal si Anderson sérii videokazet, poprvé sledoval play-off NHL a několikrát se vydal na skautské zápasy mládeže, kde si dělal poznámky o tom, jak hráči vypadají při hokejkách a střelbě.
V původním návrhu epizody Scully napsal camea pro Bobbyho Orra a Wayna Gretzkého, ale jak vysvětlil, „nakonec z příběhu vypadli, protože jsme měli tak dobrý příběh s rodinou“. Gretzky se nakonec objevil v epizodě 28. řady Ukradené Vánoce šáši Krustyho a stal se prvním hokejistou, který v pořadu hostoval.
Epizoda začíná tím, že Líza obelstí Barta, aby uvěřil, že sněží, a hodí po něm sněhovou kouli, kterou vyrobila z ledu v lednici. Scéna byla inspirována Scullym, jenž jako dítě rád sedával a poslouchal u rádia a čekal, jestli bude sněžit. Scully si díky svým dětským zkušenostem myslel, že není nic víc zklamání než se probudit v očekávání sněhu a zjistit, že žádný sníh není. Akademická upozornění, která dostávají žáci Springfieldské základní školy, vycházela z těch, která dostával Scully na střední škole. Scéna, v níž je Milhouse přivázán za ruce a nohy k brance, byla inspirována historkami, které Scully slyšel o majiteli Springfield Indians Eddiem Shoreovi, který přivazoval své hráče ke sloupkům, „aby naučil své brankáře zůstat v brankovišti“.
Ačkoli byl v seriálu kladen důraz na detaily, jednou z chyb, které Scully lituje, je, že při Bartově trestném střílení běží (a nakonec vyprší) čas hry. V normálním hokejovém zápase by se hodiny zastavily až do okamžiku, kdy by byla střela provedena.

## Kulturní odkazy
Věta Kenta Brockmana o hudební revue Garryho Trudeaua o Ronaldu Reaganovi je odkazem na hru Rap Master Ronnie, která se hrála v 80. letech 20. století na Broadwayi a pojednávala o Reaganově vládě. Když Vočko navštíví Barta a Lízu v domě Simpsonových, aby zjistil, zda nemají nějaké zranění, které by mohlo ovlivnit šance v nadcházející hře, Marge ho pošle pryč s narážkou na hlášku Erica Robertse „Charlie, vzali mi palec“ z filmu Papež z Greenwich Village z roku 1984. V epizodě se objevuje několik odkazů na film Rollerball z roku 1975. Na Skinnerově shromáždění nechá šikanující Kearney Dolpha převzít poznámku na osobním digitálním asistentu Apple Newton. Když Dolph napíše na obrazovku „Beat up Martin“, rozpoznávání rukopisu to změní na „Eat up Martha“ a Kearney místo toho hodí Newton po Martinovi, čímž odkazuje na špatné rozpoznávání rukopisu na MessagePadu.

## Přijetí

### Kritika
Po odvysílání epizoda získala od televizních kritiků převážně pozitivní hodnocení. Autoři knihy I Can't Believe It's a Bigger and Better Updated Unofficial Simpsons Guide, Warren Martyn a Adrian Wood, díl označili za „báječnou epizodu pro Lízu a Barta, i když se zvláštní zmínkou o několika vteřinách ohromné zloby Edny Krabappelové“. Ryan Keefer z DVD Verdictu řekl, že epizoda „je jedním z mála dílů zaměřených na Lízu, na kterou se rád dívám“, a udělil jí známku B+. Aaron Beierle z DVD Talk řekl, že „v tomto dílu je rozhodně několik vtipných momentů, sladkobolný způsob, jakým epizoda končí, mi nikdy nesedl“. ESPN.com označil epizodu za pátý nejlepší sportovní moment v historii seriálu. Gregory Hardy z Orlando Sentinel ji uvedl jako sedmý nejlepší díl seriálu se sportovní tematikou.
Adam Finley z TV Squad ohodnotil díl kladně a uvedl, že jde o „šikanu rodičů, kteří se příliš angažují ve sportu svých dětí a z toho, co by mělo být lekcí týmové práce, snahy o co nejlepší výsledek a elegantní prohry, dělají jakési římské Koloseum, kde dospělí prožívají násilné fantazie a vlastní neúspěšné ambice prostřednictvím svých dětí“. Dodal, že „Homer se v této epizodě chová jako absolutní blbec, který se svým dětem posmívá, když prohrají, a chválí je, když vyhrají a poníží svého sourozence“, a „není to jen Homer. Marge se příznačně snaží zůstat diplomatická, ale i ona začne křičet, když Bartovi podrazí nohy protihráč.“

### Sledovanost
V původním vysílání se díl umístil na 34. místě ve sledovanosti v týdnu od 7. do 13. listopadu 1994 s ratingem 11,6 podle agentury Nielsen a byl druhým nejlépe hodnoceným pořadem na stanici Fox v tomto týdnu.